# Assemblée constituante (Turquie)
Pour les articles homonymes, voir Assemblée constituante.
L'Assemblée constituante (en turc : Temsilciler Meclisi) est la chambre parlementaire ayant rédigé la Constitution de 1961.